# Dasyatis brevicaudata
La pastinaca liscia (Dasyatis brevicaudata (Hutton, 1875)) è un pesce cartilagineo della famiglia Dasyatidae distribuita lungo le coste africane dell'oceano Indiano e nelle acque dell'Australia e della Nuova Zelanda.
Predilige i fondali sabbiosi, detritici e limosi della zona intercotidale, sino ad una profondità di 470 metri.

## Descrizione

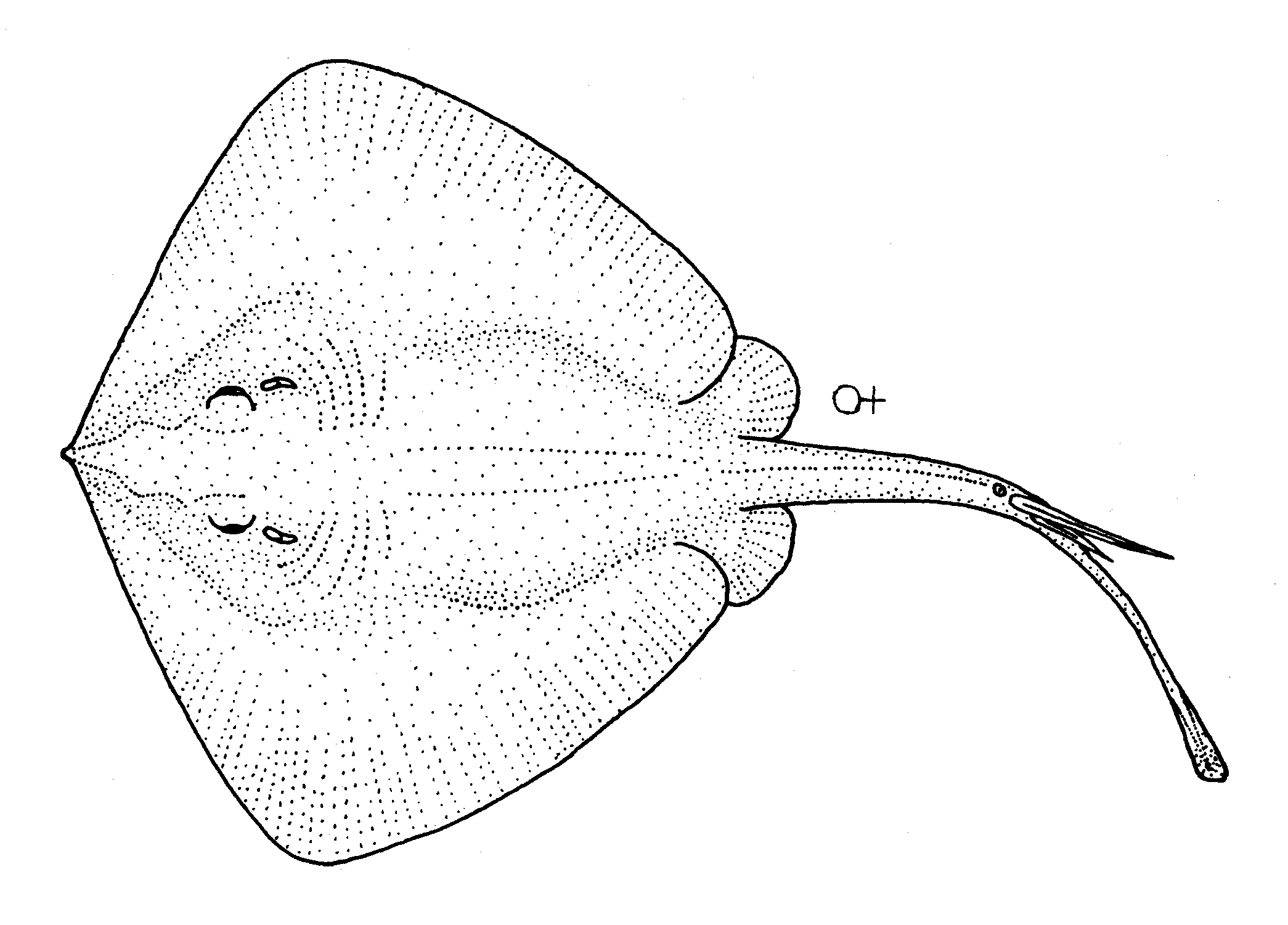

Gli adulti possono raggiungere una larghezza di oltre 2 metri, una lunghezza di 4,3 metri e un peso superiore ai 350 chili. La coda è molto robusta in prossimità del corpo e presenta uno o più aculei veleniferi in grado di infliggere gravi ferite anche mortali,nonostante sia un pesce poco aggressivo. La colorazione del dorso varia dal grigio-marrone al bluastro, mentre il ventre è di colore chiaro.

## Biologia
È piuttosto comune sui fondali sabbiosi delle acque costiere, dei porti, delle baie e delle scogliere. Spesso, con l'arrivo dell'alta marea, decine di esemplari di questa specie si riuniscono in grandi gruppi. Uno fenomeno curioso è quello che si manifesta durante il periodo estivo in Nuova Zelanda, dove centinaia di queste pastinache si radunano intorno alle isole Poor Knights per motivi ancora sconosciuti, legati forse alla riproduzione.

### Alimentazione
Si nutre prevalentemente di piccoli pesci, gronghi, bivalvi, crostacei ed altri invertebrati bentonici.

### Riproduzione
È una specie ovovivipara.